# Europees kampioenschap waterpolo
Het Europees kampioenschap waterpolo is een waterpolo toernooi dat om de twee jaar georganiseerd wordt door de Europese zwembond European Aquatics. Tot en met het toernooi in 1997 werd waterpolo als onderdeel van de Europese kampioenschappen zwemsporten georganiseerd.

## Mannen
Het mannentoernooi wordt sinds 1926 georganiseerd. Het meest succesvolle land is Hongarije met dertien titels. Nederland won in het verleden eenmaal de Europese titel (1950), de beste Belgische prestatie is driemaal een bronzen medaille.
| Jaar | Locatie           | Goud                 | Zilver                         | Brons           |
| 1926 | Boedapest         | Hongarije            | Zweden                         | Weimarrepubliek |
| 1927 | Bologna           | Hongarije            | Frankrijk                      | België          |
| 1931 | Parijs            | Hongarije            | Weimarrepubliek                | Oostenrijk      |
| 1934 | Maagdenburg       | Hongarije            | Duitse Rijk                    | België          |
| 1938 | Londen            | Hongarije            | nazi-Duitsland                 | Nederland       |
| 1947 | Monte Carlo       | Italië               | Zweden                         | België          |
| 1950 | Wenen             | Nederland            | Zweden                         | Joegoslavië     |
| 1954 | Turijn            | Hongarije            | Joegoslavië                    | Italië          |
| 1958 | Boedapest         | Hongarije            | Joegoslavië                    | Sovjet-Unie     |
| 1962 | Leipzig           | Hongarije            | Joegoslavië Sovjet-Unie        | —               |
| 1966 | Utrecht           | Sovjet-Unie          | Duitse Democratische Republiek | Joegoslavië     |
| 1970 | Barcelona         | Sovjet-Unie          | Hongarije                      | Joegoslavië     |
| 1974 | Wenen             | Hongarije            | Sovjet-Unie                    | Joegoslavië     |
| 1977 | Jönköping         | Hongarije            | Joegoslavië                    | Italië          |
| 1981 | Split             | West-Duitsland       | Sovjet-Unie                    | Hongarije       |
| 1983 | Rome              | Sovjet-Unie          | Hongarije                      | Spanje          |
| 1985 | Sofia             | Sovjet-Unie          | Joegoslavië                    | West-Duitsland  |
| 1987 | Straatsburg       | Sovjet-Unie          | Joegoslavië                    | Italië          |
| 1989 | Bonn              | West-Duitsland       | Joegoslavië                    | Italië          |
| 1991 | Athene            | Joegoslavië          | Spanje                         | Sovjet-Unie     |
| 1993 | Sheffield         | Italië               | Hongarije                      | Spanje          |
| 1995 | Wenen             | Italië               | Hongarije                      | Duitsland       |
| 1997 | Sevilla           | Hongarije            | Joegoslavië                    | Rusland         |
| 1999 | Florence          | Hongarije            | Kroatië                        | Italië          |
| 2001 | Boedapest         | Joegoslavië          | Italië                         | Hongarije       |
| 2003 | Kranj             | Servië en Montenegro | Kroatië                        | Hongarije       |
| 2006 | Belgrado          | Servië               | Hongarije                      | Spanje          |
| 2008 | Málaga            | Montenegro           | Servië                         | Hongarije       |
| 2010 | Zagreb            | Kroatië              | Italië                         | Servië          |
| 2012 | Eindhoven         | Servië               | Montenegro                     | Hongarije       |
| 2014 | Boedapest         | Servië               | Hongarije                      | Italië          |
| 2016 | Belgrado          | Servië               | Montenegro                     | Hongarije       |
| 2018 | Barcelona         | Servië               | Spanje                         | Kroatië         |
| 2020 | Boedapest         | Hongarije            | Spanje                         | Montenegro      |
| 2022 | Split             | Kroatië              | Hongarije                      | Spanje          |
| 2024 | Zagreb, Dubrovnik | Spanje               | Kroatië                        | Italië          |

### Medaillespiegel
| Plaats | Land       | Goud | Zilver | Brons | Totaal |
| 1      | Hongarije  | 13   | 7      | 6     | 26     |
| 2      | Servië     | 8    | 9      | 5     | 22     |
| 3      | Rusland    | 5    | 3      | 3     | 11     |
| 4      | Italië     | 3    | 2      | 7     | 12     |
| 5      | Duitsland  | 2    | 4      | 3     | 9      |
| 6      | Kroatië    | 2    | 3      | 1     | 6      |
| 7      | Spanje     | 1    | 3      | 4     | 8      |
| 8      | Montenegro | 1    | 2      | 1     | 4      |
| 9      | Nederland  | 1    | 0      | 1     | 2      |
| 10     | Zweden     | 0    | 3      | 0     | 3      |
| 11     | Frankrijk  | 0    | 1      | 0     | 1      |
| 12     | België     | 0    | 0      | 3     | 3      |
| 13     | Oostenrijk | 0    | 0      | 1     | 1      |
| Totaal | Totaal     | 36   | 37     | 35    | 108    |

## Vrouwen
Het vrouwentoernooi wordt sinds 1985 georganiseerd. De meest succesvolle landen zijn Italië en Nederland, met vijf, respectievelijk zes titels.
| Jaar | Locatie     | Goud      | Zilver      | Brons          |
| 1985 | Oslo        | Nederland | Hongarije   | West-Duitsland |
| 1987 | Straatsburg | Nederland | Hongarije   | Frankrijk      |
| 1989 | Bonn        | Nederland | Hongarije   | Frankrijk      |
| 1991 | Athene      | Hongarije | Nederland   | Italië         |
| 1993 | Leeds       | Nederland | Rusland     | Hongarije      |
| 1995 | Wenen       | Italië    | Hongarije   | Nederland      |
| 1997 | Sevilla     | Italië    | Rusland     | Nederland      |
| 1999 | Prato       | Italië    | Nederland   | Rusland        |
| 2001 | Boedapest   | Hongarije | Italië      | Rusland        |
| 2003 | Ljubljana   | Italië    | Hongarije   | Rusland        |
| 2006 | Belgrado    | Rusland   | Italië      | Hongarije      |
| 2008 | Málaga      | Rusland   | Spanje      | Hongarije      |
| 2010 | Zagreb      | Rusland   | Griekenland | Nederland      |
| 2012 | Eindhoven   | Italië    | Griekenland | Hongarije      |
| 2014 | Boedapest   | Spanje    | Nederland   | Hongarije      |
| 2016 | Belgrado    | Hongarije | Nederland   | Italië         |
| 2018 | Barcelona   | Nederland | Griekenland | Spanje         |
| 2020 | Boedapest   | Spanje    | Rusland     | Hongarije      |
| 2022 | Split       | Spanje    | Griekenland | Italië         |
| 2024 | Eindhoven   | Nederland | Spanje      | Griekenland    |

### Medaillespiegel
| Plaats | Land        | Goud | Zilver | Brons | Totaal |
| 1      | Nederland   | 6    | 4      | 3     | 13     |
| 2      | Italië      | 5    | 2      | 3     | 10     |
| 3      | Hongarije   | 3    | 5      | 6     | 14     |
| 4      | Rusland     | 3    | 3      | 3     | 9      |
| 5      | Spanje      | 3    | 2      | 1     | 6      |
| 6      | Griekenland | 0    | 4      | 1     | 5      |
| 7      | Frankrijk   | 0    | 0      | 2     | 2      |
| 8      | Duitsland   | 0    | 0      | 1     | 1      |
| Totaal | Totaal      | 20   | 20     | 20    | 60     |

Europees kampioenschap waterpolo mannen

1926 · 
1927 · 
1931 · 
1934 · 
1938 · 
1947 · 
1950 · 
1954 · 
1958 · 
1962 · 
1966 · 
1970 · 
1974 · 
1977 · 
1981 · 
1983 · 
1985 · 
1987 · 
1989 · 
1991 · 
1993 · 
1995 · 
1997 · 
1999 · 
2001 · 
2003 · 
2006 · 
2008 · 
2010 · 
2012 · 
2014 · 
2016 · 
2018 · 
2020 · 
2022 · 
2024
Europees kampioenschap waterpolo vrouwen

1985 · 
1987 · 
1989 · 
1991 · 
1993 · 
1995 · 
1997 · 
1999 · 
2001 · 
2003 · 
2006 · 
2008 · 
2010 · 
2012 · 
2014 · 
2016 · 
2018 · 
2020 · 
2022 · 
2024